# Chavinda
Chavinda è una municipalità dello stato di Michoacán, nel Messico centrale, il cui capoluogo è la località omonima.
La municipalità conta 9.975 abitanti (2010) e ha un'estensione di 151,55 km².
Il nome della località significa terra dei venti.